# Észak-kárpáti csiga
Az észak-kárpáti csiga vagy háromkaréjú bordáscsiga (Spelaeodiscus triarius) A Kárpátokban és az Észak-Balkánon élő szárazföldi csigafaj.

## Megjelenése
Az észak-kárpáti csiga háza lapos kúp alakú, 2,4–3 mm magas és 3,5-5,5 mm széles. Héja sárgás vagy szarubarna, fényes, ritkásan bordázott (az utolsó kanyarulaton 50-55 borda található). A bordák a ház alján laposabbak. Szájadékának pereme megvastagodott, néha egy fogszerű kiemelkedés is található a felső oldalán. Köldöke rendkívül tág.
Három alfaja ismert:
- S. triarius triarius Rossmassler, 1839 Kárpátok, Észak-Balkán
- S. triarius tatricus Hazay, 1883 Nyugati-Kárpátok
- S. triarius trinodis M. von Kimakowicz, 1883 Erdély

A S. triarius tatricus-t néha S. tatricus-ként külön fajnak tekintik. Veszélyeztetett, a Természetvédelmi Világszövetség Vörös listáján sebezhető státusszal szerepel.

## Elterjedése
A Kárpátokban és a Balkán-félszigeten honos: Dél-Lengyelországban, Szlovákiában, Romániában, Bulgáriában és Kelet-Szerbiában. Magyarországon a Bükkben és az Aggteleki-karszton fordul elő. 

## Életmódja
Hegyvidéki (középhegységtől a szubalpin zónáig) faj. Közepesen száraz élőhelyeken a mészkősziklák repedéseiben, köves területeken, a fű tövében vagy az avarban lehet rábukkanni.
Magyarországon védett, természetvédelmi értéke 5 000 Ft.